# Саад ад-Даула
Наджаф Коли-хан Бахтияри, более известный как Саад ад-Даула (1851, Чагхакхор — 27 июля 1931, Исфахан), — персидский политический деятель, дважды (с 3 мая по 6 июля 1909 и с 23 декабря 1912 по 11 января 1913 года) занимавший пост премьер-министра страны.
Происходил из богатого рода Бахтияри, однако не получил формального образования. Участвовал в Конституционной революции, в том числе в боях в Исфахане и Тегеране в 1909 году. В общей сложности семь раз занимал в правительстве страны различные министерские посты и дважды назначался премьер-министром, однако оба раза срок его полномочий был совсем невелик. Был также депутатом меджлиса четвёртого созыва, а в 1922 году отказался от предложенного его поста губернатора Хорасана. В 1930 году получил назначение губернатором Бахтиарии, но умер спустя год после назначения. Похоронен старом кладбище Исфахана (Тахт-э-Фулад). Известен тем, что после Октябрьской революции в России активно выступал с отменой всех привилегий, которое имело в Персии правительство царской России, что в итоге и было сделано.